# Мадридская астрономическая обсерватория
Мадридская астрономическая обсерватория (исп. Observatorio Astronómico de Madrid) — астрономическая обсерватория, основанная в 1790 году в Мадриде, Испания. Также носит название «Королевская Мадридская обсерватория», является основоположницей Испанской национальной обсерватории — одного из старейших научно-исследовательских учреждений в мире.

## История обсерватории

### XVIII—XIX века
Идея по созданию обсерватории в Мадриде была предложена Хорхе Хуаном королю Карлосу III в 1770 году, для определения точных координат для морской навигации. По приказу короля, архитектором Хуаном де Вильянуэва, был разработан проект здания будущей обсерватории, а в Европу был отправлен пенсионер — математик Сальвадор Хименес Коронадо — для изучения астрономии и обзора главных обсерваторий Европы.
В 1789 году королем Карлосом IV было выбрано место для строительство здания — в Буэн-Ретиро, рядом с эрмитажем святого Власия, у порохового погреба. Также из Парижа в Мадрид возвращается Хименес Коронадо, для которого была выделена комната, в одном из зданий, рядом с монастырем святого Иеронима.
В 1790 году было начато строительство здания и преподавание астрономии. Шести наиболее успешным ученикам из состава учащихся выплачивалась стипендия — 4 рупия в день. Также были привезены заказанные астрономические инструменты из Лондона и приглашен инструменталист из Парижской обсерватории для обучения созданию астрономических инструментов в Испании. В 1796 году в Лондон были отправлены два пенсионера из обсерватории, которые проходили обучение в механических мастерских и сумели наладить производство астрономических инструментов в обсерватории.
Ученики в обсерватории изучали основания математики и исчисление бесконечно малых, тригонометрию, географию, оптику, метеорологию, физическую и практическую астрономии, правила создания географических карт и календарей, механику. Некоторые из учеников обсерватории, после окончания обучения, становились в ней преподавателями. Среди них — Хосе Радон, Хосе Гаррига, Модесто Родригес, Хосе Рамон де Иберра, Педро Алонсо де Саланова, Хосе Чаш.
13 августа 1796 года сотрудники обсерватории вошли в состав Королевского государственного корпуса инженеров-космографов. В состав штата обсерватории входили — директор, 7 профессоров и их 4 заместителя, 4 аспиранта с заработной платой, 8 внештатных сотрудников без заработной платы. Заработная плата составляла:
- для директора — 13.000 рупий;
- для профессора — 11.000 рупий;
- для заместителей — 4.000 рупий;
- для аспирантов — 8 рупий в день.

Для укрепления финансового положения обсерватории, независимо от казны, было организовано составление и печать гражданского календаря, который королевской грамотой 18 ноября 1796 года стал печататься, с 1797 года, для всей Испании. Несмотря на это, он приносил прибыли только 6.000 рупий в год, при затратах в 150.000 рупий. Дополнительно потребовалось 300.000 рупий для завершения строительства здания обсерватории, в 1796 году. В результате чего общая стоимость здания в 1799 году составила уже 1,714.232 рупия.
В 1799 году была организованна Хименесом Коронадо временная обсерватория для наблюдения за небесными светилами на территории парка Ретиро, у скита святого Павла, так как здание обсерватории ещё не было достроено. В 1802 году в обсерваторию был привезен телескоп Гершеля с вращающейся башней, который действовал до 1808 года.
31 августа 1804 года, королевским приказом, состав штата обсерватории был реорганизован. В её состав входили 3 профессора (по теоретической астрономии; практической астрономии и наблюдениям; метеорологии). Профессору практической астрономии положено иметь двоих помощников, для помощи в осуществлении расчетов и управлении астрономическими инструментами. Дополнительно назначался профессор с адъюнктом и адъютантом, для работы с телескопом Гершеля, а также был начат выпуск ежемесячной газеты с трудами и наблюдениями профессоров обсерватории.
Здание обсерватории сильно пострадало во время расквартирования французских войск на территории обсерватории, в период 1808—1812 годов. В результате был утрачен телескоп Гершеля, уничтожены ценные документы и ряд астрономических инструментов, некоторые из которых удалось сохранить Хименесу Коронадо.
В 1816 году обсерватория перешла в подчинение Национального музея естественных наук, а в 1840 году — главного департамента по исследованиям 2 марта 1841 года обсерватория была переименована в метеорологическую. В 1845 году обсерватория была включена в структуру Центрального университета Мадрида и начата реставрация здания, за 600 тысяч реалов, архитектором Нарцисом Паскуалем Коломером, которая завершилась в 1848 году.
Королевский приказом 21 сентября 1854 года обсерватория была вновь открыта. В её штат входили три сотрудника — директор, его заместитель и руководитель метеорологических исследований. Королевским указом 12 мая 1858 года штат обсерватории был увеличен до 6 сотрудников — региональный комиссар, директор, два астронома и адъютанта. С 1859 года начал выпускаться ежегодник обсерватории с астрономическими данными. В 1865 году обсерватория была переименована в Мадридскую астрономическую и метеорологическую обсерваторию.

### XX—XXI века
В 1904 году из обсерватории был выделен Национальный Географический институт Испании. Во время гражданской войны обсерватория снова пришла в упадок и снова заработала уже только в 1970 году. В 1974 году здание обсерватории было отреставрировано архитектором Антонио Фернандесом Альбой. В 1977 году здание получило статус объекта культурного наследия Испании. В дальнейшем были созданы: Центр астрономии в Ебесе и Обсерватория Калар-Альто.
В 2021 году здание обсерватории в Мадриде было включено в список всемирного наследия ЮНЕСКО.

## Инструменты обсерватории
- рефлектор с диаметром D = 2 фута (65 см), фокусным расстоянием F = 25 футов (8 м)[1]. (построил Уильям Гершель. С вращающейся башней, ценой 210.000 рупий. Действовал до 1808 года. Заказан Карлом IV[1] и приобретен Хосе де Мендосой-и-Риосом[8]. Цена его перевозки из Англии в Мадрид составила 85.000 рупий. На момент установки в обсерватории считался вторым телескопом по мощности в Европе. Использовался для наблюдениями за планетами, в том числе за Луной.[15] До настоящего времени сохранились только два зеркала, толщиной 6 см[8], и письменные инструкции о его работе[1]. В 2004 году в обсерватории установлена его точная копия[8]) (1802 г.)[2].
- теодолит Репсольда (1850 г.)[5]
- звездный маятник Дента[16] (1850 г.)[5]
- секстант Ортлинга[17] (1853 г.)[1]
- два секстанта Штейнгейля с объективом диаметром D = 12 см, фокусным расстоянием F = 185 см. (1853 г.)[1]
- меридианный круг Репсольда с объективом диаметром D = 15 см, фокусным расстоянием F = 210 см[1] (1854 г.).
- телескоп Мерца с объективом диаметром D = 10 дюймов (26 см), фокусным расстоянием F = 15 футов (458 см)[1]. (Был заказан в 1853 году. Общая стоимость составила 20 000 золотых монет, при этом стоимость упаковки инструмента составила 300 золотых монет, а фракт до Аликанте — 650. Инструмент, предположительно, использовался до 1910 года) (20 января 1858 г.)[18]
- обратный маятник Репсольда—Бесселя высотой h = 90 см (приобретен для измерения гравитации) (1878 г.)[19]
- экваториальный телескоп Грабба[англ.][20] (1912 г.)[21]
- астрограф фирмы Carl Zeiss с объективом Петцваля диаметром D = 200 мм, фокусным расстоянием F = 100 см. (1912 г.)[22]

## Направления исследований
- Метеорологические наблюдения
- Геодезические измерения
- Служба времени
- Солнечная физика
- Звездная физика
- Небесная механика
- Телескопостроение

Сейчас:
- Геофизика
- Астрометрия
- Физика звезд
- Радиоастрономия

## Основные достижения
- 4431 астрометрических измерений опубликовано с 1866 по 1974 года[23]
- Сотрудничает с Институтом миллиметровой радиоастрономии и Международной ассоциацией геодезии в области РСДБ
- Открытие астероида: (1644) Рафита
- Ебес обсерватория[англ.]

## Руководители обсерватории
- 1790[24] — 1808[1] Сальвадор Хименес Коронадо[исп.]
- 1816 Хосе Мигель де Сараса[c]
- 22 июля 1821—1824 Хосе Родригес Гонсалес[исп.][25]
- 17 февраля[1] 1835—1840[26] Фонтан Родригес, Доминго[исп.]
- 2 марта 1841 — 28 января 1843[27] Херонимо Кампо-и-Росельо[исп.]
- 28 января 1843—1849[1] Мануэль Перес Верду
- 24 октября 1848 — 24 сентября 1851 Хуан Чаварри[c]
- 24 сентября 1851 — 14 апреля 1871[28] Антонио Агилар-и-Вела
- 14 апреля 1871[1] — 24 марта 1872 Мигель Мерино-и-Мельчор[c]
- 24 марта 1872 — 5 июля 1882[28] Антонио Агилар-и-Вела
- 27 июля 1882[1][29] — 13 декабря 1898[30] Мигель Мерино-и-Мельчор[c]
- 13 декабря 1898 — 13 июля 1899[30] Висенте Вентоза-и-Мартинес де Веласко[кат.][c]
- 4 августа 1899 — 19 мая 1919[31] Франсиско де Инигес-и-Инигес
- 19 мая 1919 — 15 ноября 1919 Карлос Пуэнте-и-Убеда
- 15 ноября 1919 — 8 июня 1927[32] Антонио Вела и Эрранц[кат.]
- 8 июня 1927 — 30 июля 1931 Франциско Кос-и-Мермерия
- 30 июля 1931 — 9 августа 1934 Викториано Фернандес Аскараско[исп.]
- 9 августа 1934—1939[33] Педро Карраско Гаррорена[исп.]
- 9 мая 1939 — 13 мая 1940 Гильермо Санс Уэльин[c]
- 13 мая 1940 — 21 октября 1952 Хосе Тиноко Асеро[c]
- 22 октября 1952 — 28 сентября 1971 Рафаэль Карраско Гаррорена[итал.]
- 29 сентября 1971 — 11 сентября 1972 Мариано Мартин Лорон[34]
- 11 сентября 1972 — 2 марта 1984 Хосе Пенсадо Иглесиас[34]
- 2 марта 1984 — июнь 1989 Мануэль Лопес Арройо[35]
- июнь 1989 — ноябрь 2002 Хесус Гомес Гонсалес
- 4 ноября 2002[1] — по наст. время[36] Рафаэль Бачиллер Гарсия[исп.]

## Известные сотрудники
- Васкес Кейпо де Льяно, Висенте Мариа Хулиан — был комиссаром обсерватории[1]
- Франциско де Луксан[исп.] — был комиссаром обсерватории[1] (с 7 марта 1861 года[37])
- Антонио Хиль-и-Сарате — был комиссаром обсерватории (приказ 5 декабря 1851 года[1])
- Онорато Кастро Бонель[исп.] — работал в обсерватории.
- Аугусто Арсимис Верле[исп.] — работал в обсерватории.
- Педро Хосе Хименес-Ланди Санчес[исп.] — был заместителем руководителя обсерватории[38].
- Томас Ариньо-и-Санчо[исп.] — работал ассистентом в обсерватории[2][5].
- Хосе Радон[исп.] — работал в обсерватории[2][39].
- Хосе Чаикс[исп.] — заместитель руководителя и атташе обсерватории, преподаватель физической астрономии[2][40].
- Хосе Гаррига[кат.] — работал в обсерватории до 1797 года, преподаватель астрономии[2][41].
- Эулогио Хименес[исп.] — c 1860 года работал в обсерватории в должности ассистента[42].
- Эдуардо Леон-и-Ортис[кат.] — c 1870 года работал в обсерватории в должности ассистента[43][44].
- Мануэль Рико-и-Синобас[исп.] — c 1853 года работал в обсерватории директором метеорологических наблюдений[45][46].
- Антонио Тарасона-и-Бланш[кат.] — c 1856 года работал в обсерватории астрономом[47].
- Антонио Торроха Мирет[кат.] — в 1915—1917 годах проходил обучение в обсерватории[48].
- Николас Вердехо Гонсалес[исп.] — в 1797—1799 годах проходил обучение в обсерватории[49].
- Родриго де Овьедо[исп.] — работал в обсерватории преподавателем тригонометрии и оптики[2][50].
- Педро Алонсо де Саланова-и-Гиларте — работал в обсерватории преподавателем географии[2][51].

## Комментарии
1. ↑  Ранее выпускался университетом Саламанки и его продажа осуществлялась решением совета Кастилии. В 1811 году право его создания было передано обсерватории ВМФ Испании. В 1820—1822 годах и с 1855 года опять перешло Мадридской обсерватории.
2. ↑  объект под № 69
3. 1 2 3 4 5 6 7  временный